# 1326 w polityce
Wydarzenia polityczne w 1326 roku.

## Wydarzenia
- 2 stycznia sojusz antylitewski między Krzyżakami a książętami mazowieckimi (Siemowit II, Trojden I, Wacław)[1].
- Wyprawa Władysława Łokietka na Brandenburgię ze wsparciem litewskim[1][2].
- Przeniesienie siedziby metropolity z Włodzimierza do Moskwy (odtąd stolica religijna Rusi)[2][3].
- Sardynia została podbita przez władców Aragonii[2].

## Zmarli
- 6 maja Bernard świdnicki, książę na Jaworze, Świdnicy i Ziębicach[4].